# Rémi Garde
Rémi Garde (født 3. april 1966 i L'Arbresle, Frankrig) er en fransk tidligere fodboldspiller og nuværende træner for Lyon, der spillede for Ligue 1-klubberne Olympique Lyon og RC Strasbourg, samt for Arsenal F.C. i den engelske Premier League. Med Arsenal vandt han i 1998 The Double, Premier League og FA Cuppen.

## Landshold
Garde nåede gennem sin karriere at spille seks kampe for Frankrigs landshold, som han debuterede for i januar 1990 i et opgør mod Kuwait. Han blev efterfølgende udtaget af landstræner Michel Platini til EM i 1992 i Sverige.

## Titler
Premier League
- 1998 med Arsenal F.C.

FA Cup
- 1998 med Arsenal F.C.